# Madonna col Bambino in trono tra due vergini martiri
La Madonna in trono con il Bambino e due Vergini martiri è un dipinto a olio su tavola di Cima da Conegliano, databile al 1495 conservato presso il Memphis Brooks Museum of Art.